# Kamiel D'Hooghe
Kamiel D'Hooghe (Vrasene, 17 november 1929 - Grimbergen, 23 december 2021) was een Belgisch organist.

## Levensloop
D'Hooghe studeerde aan het Koninklijk Conservatorium Antwerpen bij Flor Peeters, Marinus De Jong, Jules Van Nuffel en Prosper Van Eechaute. Hij behaalde het Hoger Diploma Orgel met de grootste onderscheiding. Hij was eerste laureaat op de internationale orgelwedstrijd in München in 1955.
Van 1946 tot 1950 was hij koster-organist van de Sint-Laurentiuskerk van Verrebroek. In 1951 werd benoemd tot organist van de Sint-Salvatorskathedraal in Brugge. Ter gelegenheid van de tiende verjaardag van de 'Orgelconcerten' organiseerde hij daar in 1964 de eerste Internationale Orgelweek die opgenomen werd in het Festival Musica Antiqua, het Brugse luik van het Festival van Vlaanderen. In 1965 adviseerde hij de eerste Internationale Klavecimbelweek, die weldra een wereldwijde bekendheid genoot. Hij was jurylid voor de orgelconcours in 1964, 1967, 1970 en 1973.
Van 1964 tot 1967 was hij directeur van de Stedelijke Muziekacademie Adriaan Willaert in Roeselare. In 1967 werd hij de eerste directeur van het Nederlandstalige Koninklijk Conservatorium Brussel. In 1972 stond hij mee aan de wieg van het Kunsthumaniora Brussel.
Als orgeldeskundige lag hij in 1972 mee aan de basis van het eerste naoorlogse artisanaal gemaakte Vlaamse orgel in de Sint-Trudoabdij (Brugge), hij verleende zijn medewerking aan het eerste Bach-orgel in de Sint-Gilliskerk (Brugge) (1976), het eerste Sweelinck-orgel (1981) en het eerste nieuw Zuid-Nederlands orgeltype in barokke stijl in de Sint-Servaasbasiliek (Grimbergen) (2000), de abdijkerk waar hij sinds 1994 de vaste organist was. In de Koninklijke Commissie voor Monumenten en Landschappen deed hij grote inspanningen voor het behoud van het historisch orgelerfgoed. Vanuit deze bezorgdheid werd op zijn initiatief in 1978 het tijdschrift Orgelkunst opgericht. Hij lag ook mee aan de basis van de oprichting van Orgel in Vlaanderen vzw. In 2005 werd hij erevoorzitter van Orgelkunst vzw. Sinds januari 2011 is hij voorzitter van de vereniging Grimbergen Orgelt.
Als docent orgel aan het Lemmensinstituut en het Conservatorium Maastricht vormde hij vele organisten in binnen- en buitenland. Hij gaf concerten en cursussen in binnen- en buitenland en was een regelmatig gevraagd jurylid op internationale concours. Als solist trad hij op in verschillende festivals.

## Discografie
Zijn werk werd opgenomen door Philips, Decca, Arcophon, CBS, Documentatiecentrum Veurne en René Gailly. Hiervoor speelde hij op historische orgels van Stalhille, Denderbelle, Aspelare, Nederzwalm, Onkerzele, Impde-Wolvertem, Moere, Haringe, O.-L.-V.- St.-Pieters Gent en Vlaardingen.
Op het orgel van de Sint-Trudoabdij (Brugge) werd het manualiteroeuvre van Dietrich Buxtehude uitgebracht en op het gerestaureerd historisch orgel te Tienen realiseerde hij een CD met werk van Bach. Hij reconstrueerde op het Van Peteghemorgel in Bertem een orgelmis - met alternatimpraktijk - van François Joseph Fétis.

## Publicaties
D'Hooghe is samensteller, auteur en coauteur van boeken en artikels en publicaties over het orgel, waaronder
- Het rococo-orgel in Vlaanderen (1972),
- West-Vlaamse Orgelklanken (1997),
- Hedendaagse artisanale muziekinstrumentenbouw in Vlaanderen (1999)
- Over orgels in de lage landen (2001).

## Eerbetoon
- 1988: Prijs van de Vlaamse Gemeenschap als eerste musicus.
- 1999: Ridder in de Orde van Sint-Gregorius de Grote.
- 2015: Gulden Spoor voor culturele uitstraling van Vlaanderen

- International Standard Name Identifier: 0000 0004 2526 9380
- Library of Congress Control Number: n81042547
- MusicBrainz: 6d73dcef-e7c1-4051-b378-e4a28dd096c5
- Nationale Bibliotheek van Israël: 987011437410305171
- Système universitaire de documentation: 243936370
- Virtual International Authority File: 306068178
- WorldCat: E39PBJqBjBFb96rGQ9TyKyJ4bd